# Laniarius fuelleborni
Laniarius fuelleborni là một loài chim trong họ Malaconotidae.